# Lauterbach (Schiltach)
Der Lauterbach ist ein linker und mit etwa 8 km Länge der größte Zufluss des Schwarzwaldflusses Schiltach in Schramberg im baden-württembergischen Landkreis Rottweil.

## Geographie

### Verlauf
Der Lauterbach entspringt auf dem Gemeindegebiet von Lauterbach unterhalb des Mooswaldkopfs und des Passes Fohrenbühl und fließt nach fast 8 km recht beständig östlichen Laufs in Schramberg unterhalb des Bruckbecks in die Schiltach. Das Gefälle von der Quelle bis zur Einmündung in die Schiltach beträgt circa 340 m. Sein am Mittellauf im Dorf Lauterbach aus dem Nordwesten zumündender Nebenfluss Sulzbach trägt ähnlich viel zu seinem Einzugsgebiet bei wie sein eigener Oberlauf bis dorthin.

### Einzugsgebiet
Das Einzugsgebiet des Lauterbachs umfasst 23,3 km². Es gehört naturräumlich zum Mittleren Schwarzwald der Großlandschaft des Schwarzwaldes. Höchste Erhebung ist der 880 m ü. NHN erreichende Gipfel des Mooswaldkopfs am Westrand.
Reihum grenzen die Einzugsgebiete der folgenden Nachbargewässer an:
- Jenseits der gesamten nordöstlichen Wasserscheide fließt die untere Schiltach von der Lauterbach-Mündung an bis zu ihrer eigenen Mündung in die Kinzig.
- Im Süden entwässert das angrenzende Gebiet zur mittleren Schiltach, die zumindest abschnittsweise örtlich auch Berneck genannt wird.
- Im Westen nimmt der Reichenbach den Abfluss der anderen Seite auf und führt ihn in Hornberg der Gutach zu, die viel weiter abwärts die Kinzig speist.
- Im Norden fließen die vergleichsweise kleineren Gewässer Kirnbach und Eulersbach zur Kinzig.

### Zuflüsse
Hierarchische Liste der Zuflüsse jeweils von der Quelle zur Mündung. Gewässerlänge, Einzugsgebiet und Höhe nach den entsprechenden Layern auf der Onlinekarte der LUBW. Andere Quellen für die Angaben sind vermerkt.
Auswahl.
Ursprung des Lauterbachs auf etwa 782 m ü. NHN bei Lauterbach-Fohrenbühl fast auf der Passhöhe des Fohrenbühls und südlich des Mooswaldkopfs.
- Oberbauernhofbach, von links und Nordwesten bei Lauterbach-Oberbauernhof, 0,7 km.
- Hugenhofbach, von rechts und Südwesten bei Lauterbach-Hugenhof, 0,8 km.
- Schafhofbächle, von rechts und Südwesten bei Lauterbach-Wiesbauernhof, 1,0 km.
  - Hilsenbühlbach, von rechts und Süden, 0,8 km.
- Bremenlochbach, von links und Südwesten bei Lauterbach-Jörgenmicheleshof, 0,9 km.
- Hinterbach, von links und Nordwesten in Lauterbach-Hinterbachg, 1,1 km.
- Hasenhofbach, von rechts und Südwesten in Lauterbach, 1,2 km.
- Sulzbach, von links und Nordwesten in Lauterbach, 6,1 km und 8,6 km².
  - Rotwasserbach, von links und Nordwesten nahe Lauterbach-Vogtsbauernhof, 1,0 km.
  - Gifthofbach, von rechts und Westen vor Lauterbach-Bruckhof, 1,7 km.
- (Bach aus dem Kammermartinstobel), von links und Nordnordwesten im Unterdorf von Lauterbach, 1,3 km.
- Trombach, von rechts und Westsüdwesten vor Schramberg, 2,0 km.

Mündung des Lauterbachs von links und Westen auf etwa 428 m ü. NHN in Schramberg am Beginn von deren Unterlauf in die Schiltach. Der Lauterbachs ist ca. 8,1 km lang und hat ein 23,3 km² großes Einzugsgebiet.

### Städte und Gemeinden
Am Lauf des Lauterbachs liegen nacheinander
- Lauterbach
- Schramberg

mit verschiedenen Siedlungsplätzen.

## Schutzgebiete
Das gesamte Einzugsgebiet liegt im Naturpark Schwarzwald Mitte/Nord. Ganz innerhalb liegt das Landschaftsschutzgebiet Sulzbachtal um den größten Nebenfluss, mit einem kleinen Teil auch das Landschaftsschutzgebiet Schiltachtal vom Teufelskopf bis Hohenschramberg.

## Sehenswürdigkeiten und Bauwerke
- Passhöhe Fohrenbühl
- Festungsruine Hohenschramberg

### LUBW
Amtliche Online-Gewässerkarte mit passendem Ausschnitt und den hier benutzten Layern: Lauf und Einzugsgebiet des Lauterbachs

Allgemeiner Einstieg ohne Voreinstellungen und Layer: Daten- und Kartendienst der Landesanstalt für Umwelt Baden-Württemberg (LUBW) (Hinweise)
1. 1 2 3 4  Höhe nach dem Höhenlinienbild auf dem Hintergrundlayer Topographische Karte.
2. 1 2  Länge nach dem Layer Gewässernetz (AWGN), ergänzt um ein kleines, auf der Gewässerkarte nicht berücksichtigtes Anfangsstück, das auf dem Hintergrundlayer Topographische Karte abgemessen wurde.
3. 1 2  Einzugsgebiet nach dem Layer Aggregierte Gebiete 05.
4. ↑  Höhe nach schwarzer Beschriftung auf dem Hintergrundlayer Topographische Karte.
5. ↑  Länge nach dem Layer Gewässernetz (AWGN).
6. ↑  Einzugsgebiet nach dem Layer Basiseinzugsgebiet (AWGN).
7. ↑  Schutzgebiete nach den einschlägigen Layern, Natur teilweise nach dem Layer Biotop.

### Andere Belege
1. ↑  Abfluss-BW: Modellierte Abflusswerte an der Mündung
2. ↑  Heinz Fischer, Hans-Jürgen Klink: Geographische Landesaufnahme: Die naturräumlichen Einheiten auf Blatt 177 Offenburg. Bundesanstalt für Landeskunde, Bad Godesberg 1967. → Online-Karte (PDF; 4,0 MB)
3. ↑  Friedrich Huttenlocher: Geographische Landesaufnahme: Die naturräumlichen Einheiten auf Blatt 178 Sigmaringen. Bundesanstalt für Landeskunde, Bad Godesberg 1959. → Online-Karte (PDF; 4,3 MB)